# Göran Claeson
Göran Claeson (n. 4 martie 1945, Stockholm, Suedia) este un patinator de viteză ce a reprezentat Suedia, medaliat olimpic. A participat la 2 ediții ale Jocurilor Olimpice (1968, 1972) în care a câștigat o medalie de bronz.